# Neferkare IV Khendu
Neferkare IV Khendu fou un faraó de la dinastia VII. El seu nom, Neferkare, vol dir "Bonica és l'ànima de Ra"; i Khendu, que fou el seu nom de naixement, es pot traduir com "El que camina a salts" o "El de les passes llargues". Només és conegut per la llista d'Abidos.